# Quinn Priester
Quinn Priester (Glendale Heights, Illinois, 15 de septiembre de 2000) es un jugador profesional estadounidense de béisbol que se desempeña en la posición de lanzador en Pittsburgh Pirates, equipo de las Grandes Ligas de Béisbol (MLB).

## Carrera
Fue seleccionado en la primera ronda en el Draft de la MLB de 2019. En 2023 hizo su debut profesional con el equipo Pittsburgh Pirates, donde lleva jugando dos temporadas.